# كونتسلزاو
كونتسلزاو (بالألمانية: Künzelsau) هي مدينة وبلدة ألمانية تقع في ألمانيا في بادن-فورتمبيرغ.[بحاجة لمصدر] يقدر عدد سكانها بـ 15,001 نسمة.

## أعلام
- ويلهلم شميد
- لودفيغ باور
- هانز كلينك
- كيفين كونراد
- ألكسندر جيرست